# 维莱特宅邸
维莱特宅邸（法語：Hôtel de Villette，發音：[otɛl də vilɛt]）是法国巴黎的一所贵族宅邸，建于17-18世纪，位于巴黎第七区的伏尔泰堤岸27号及博讷街（rue de Beaune）1号，即两条街的路口。 
1778年5月30日，伏尔泰死在维莱特侯爵宅邸二楼房间里。2013年8月15日，律师雅克·韦尔热斯也在此处去世。
该建筑的各部分先后于1926年6月11日、1958年11月3日和1983年3月21日被列为法国历史古迹。
立面上另一个牌匾提到，在二战时期德国占领巴黎期间，该建筑曾是北部解放组织（Libération-Nord）的一个会议场所。

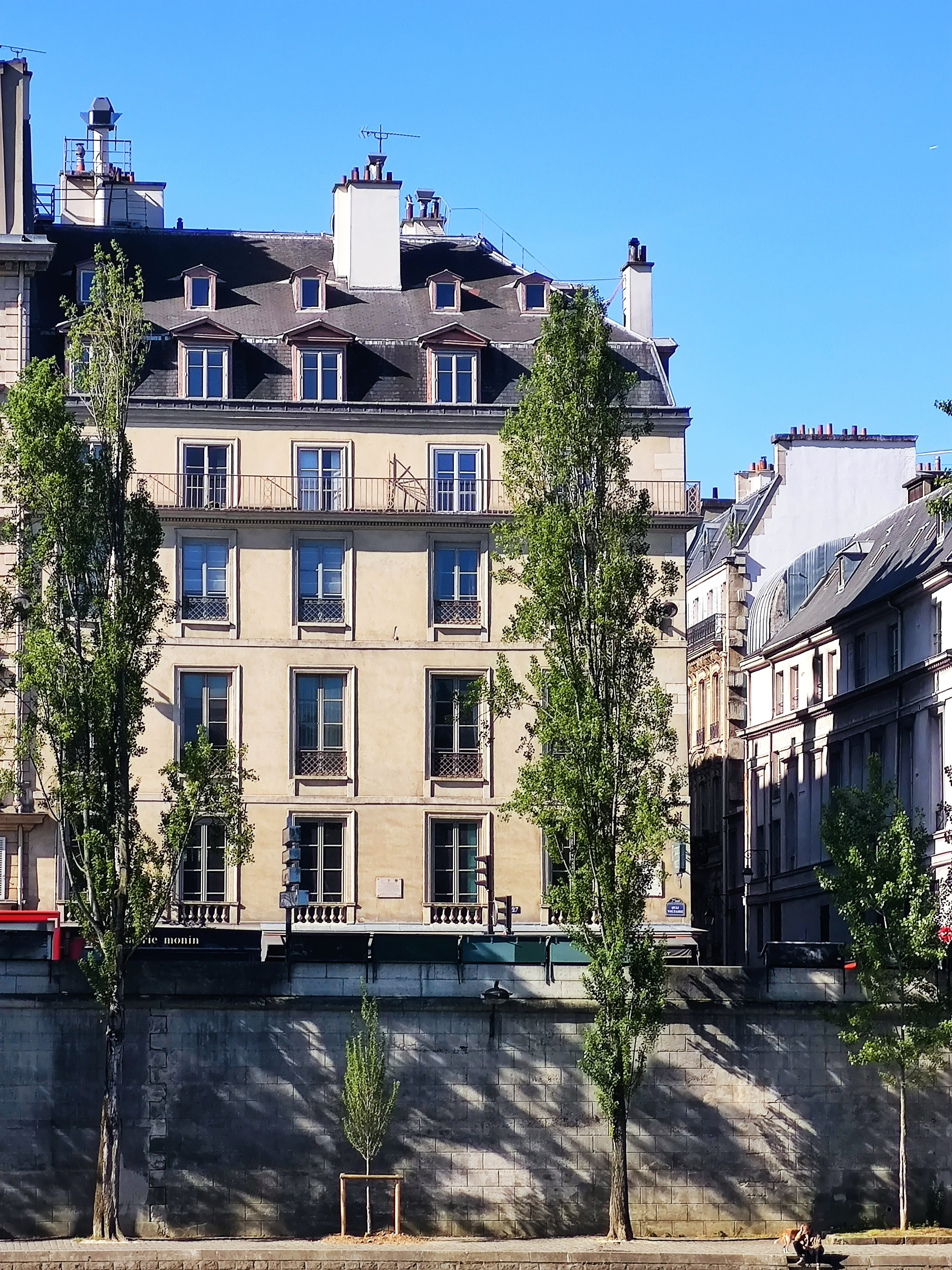
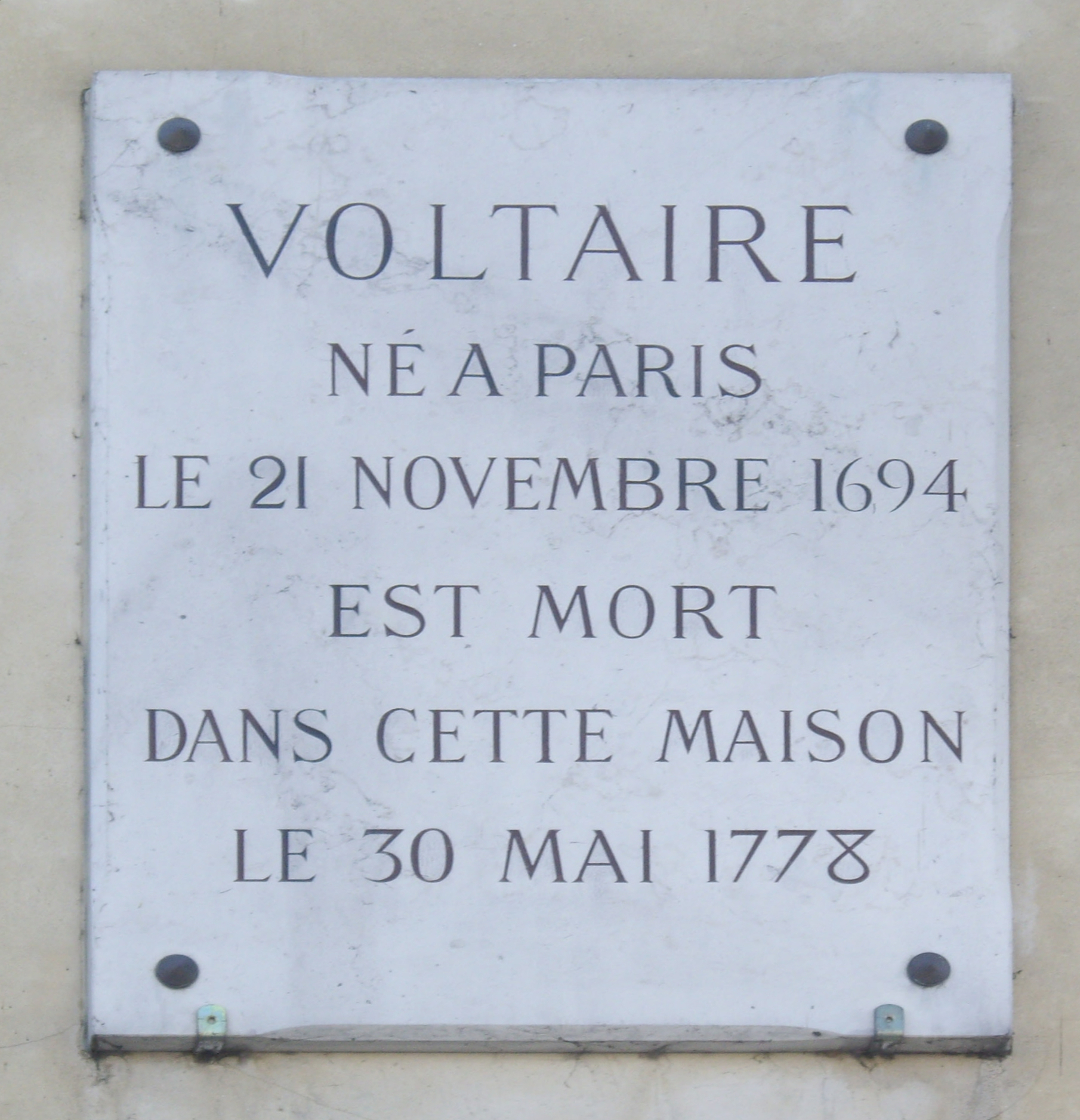
建筑立面上的伏尔泰纪念牌
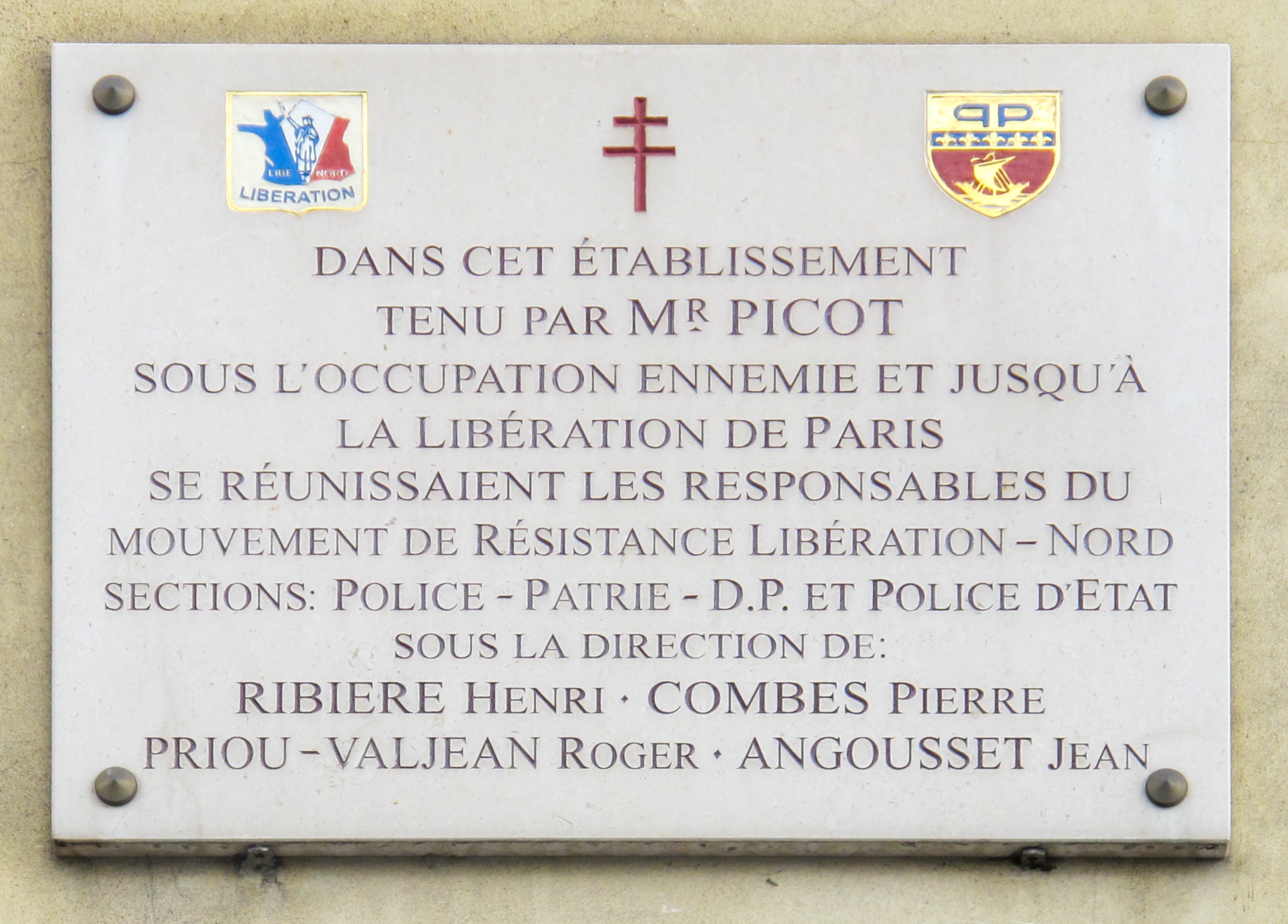